# Muti
Muti este o arie protejată (arie specială de conservare — SAC, sit de importanță comunitară — SCI) din Estonia întinsă pe o suprafață de 158,8 ha, integral pe uscat.

## Localizare
Centrul sitului Muti este situat la coordonatele 58°08′05″N 25°41′01″E / 58.1347°N 25.6835°E.

## Înființare
Situl Muti a fost declarat sit de importanță comunitară în aprilie 2004 pentru a proteja un număr necunoscut de specii din flora spontană și fauna sălbatică aflate în arealul zonei. Situl a fost protejat și ca arie specială de conservare în martie 2014.

## Biodiversitate
Situată în ecoregiunea boreală, aria protejată conține 3 habitate naturale: Lacuri eutrofice naturale cu vegetație de tip Magnopotamion sau Hydrocharition, Izvoare fino-scandinave și mlaștini produse de izvoare bogate în minerale, Păduri de conifere pe eskere fluvioglaciare sau legate la acestea.
La baza desemnării sitului se află un număr nedeclarat de specii protejate.